# Кичайкин, Владимир Владимирович
Владимир Владимирович Кичайкин (родился 16 мая 1954 года) — советский регбист, главный тренер регбийного клуба «Енисей-СТМ» в 1979—1992 годах и тренер ряда детских регбийных школ Красноярского края, заслуженный тренер России. С 2019 года — создатель и главный тренер детской регбийной школы «Поколение XXI века» (Красноярск).

## Биография

### Игровая карьера
В регби с 1972 года, со спортом познакомился благодаря Леониду Сабинину . На заре регбийной карьеры выступал за красноярский регбийный клуб «Политехник», когда учился в Красноярском политехническом институте, а позже устроился работать механиком в автотранспортный цех Сибтяжмаша. Был одним из основателей регбийного клуба «Труд», созданного при Сибирском заводе тяжёлого машиностроения (позже клуб был переименован в «Сибтяжмаш», а затем и в «Енисей-СТМ»). С собственных слов, Владимир Владимирович ушёл в «Сибтяжмаш» из-за обиды на Сабинниа, который некоторое время не ставил его в основной состав «Политехника». За заводскую команду играл на первенство города и республики.

### Тренерская карьера
С 1979 по 1992 годы — главный тренер клуба «Сибтяжмаш». Занимался также развитием регби в Красноярске, обучая учащихся средних школ, машиностроительного техникума и СПТУ-31. С 1980 по 1989 годы руководитель краевой регбийной школой: в 1987 году открыл филиалы в Большой Мурте и Сосновоборске (нынешние СШОР «Енисея-СТМ» и «Красного Яра»). Тренер ряда игроков, ставших позже звёздами обоих красноярских клубов (чемпионов СССР и России, а также победителей европейского турнира ФИРА 1995 года). В 1992 году уступил должность главного тренера клуба «Сибтяжмаш» Валерьяну Багдасарову и Александру Первухину, оставаясь формально директором стадиона «Авангард». Позже занимал должности президента клуба «Сибтяжмаш» (первый в подобном роде), заместителя директора клуба по развитию и заместителя председателя Красноярской краевой федерации регби. Звания заслуженного тренера России был удостоен за успехи своих воспитанников в чемпионате Европы по регби.
Руководитель краевой школы по регби в 2002—2011 годах (позже передана клубу «Енисею-СТМ»). В 2010 году его подопечные выступили в 13 всероссийских детских турнирах в 9 возрастных группах (с 11 до 21 года), выиграв в каждом турнире золотые медали (в некоторых турнирах школой были заявлены две или три команды, которые также попали на пьедестал почёта). С 2010 по 2014 годы подряд его школа признавалась лучшей регбийной школой в России. В 2013 году судил матч чемпионата Красноярского края между командами «Восьмидесятые» и «Большая Мурта». В январе 2019 года учредил школу регби для детей с 4 лет «Поколение XXI века». В канун дня рождения Владимира Владимировича обычно проводится регбийный детский турнир «Поколение XXI века»: в первом турнире, состоявшемся в 2004 году, выступили 32 команды, а в 2023 году в десятом по счёту турнире приняли участие 40 команд и 400 юных спортсменов.

### Семья
Сын — Михаил, основатель регбийной команды «Журбол», чемпиона России среди любителей, один из организаторов регбийной школы своего отца. Внучки — Татьяна и Александра, фигуристки (Татьяна — кандидат в мастера спорта, Александра — перворазрядница). Есть дочь, её сын (и внук Владимира Владимировича) — Виктор, пробовал играть в регби, позже ушёл в пауэрлифтинг и занялся вокалом. Ещё один внук — Владимир, регбист, играл на турнире «Поколение XXI века» в 2023 году.